# Tony Hurel
Tony Hurel (Lisieux, Calvados, 6 de desembre de 1992) fou un ciclista francès, professional des del 2011 fins al 2022.

## Palmarès
- 2005
  - 1r a la Ronde des vallées
- 2007
  - Vencedor d'una etapa al Tour de Nova Caledònia
- 2008
  - 1r a la Volta a la Comunitat de Madrid sub-23
- 2009
  - 1r al Trophée des Champions
  - 1r al Circuit de la vall del Loira
  - Vencedor d'una etapa al Tour de Martinica
- 2010
  - 1r al Circuit des plages vendéennes i vencedor d'una etapa
  - 1r a la París-Connerré
  - Vencedor d'una etapa al Tour de la Manche
- 2012
  - 1r a la Polynormande
- 2017
  - Vencedor d'una etapa a la Tropicale Amissa Bongo
- 2018
  - Vencedor d'una etapa al Tour de Loir i Cher
  - Vencedor d'una etapa al Tour de Bretanya

### Resultats al Tour de França
- 2014. 134è de la classificació general

### Resultats a la Volta a Espanya
- 2015. 145è de la classificació general
- 2016. Abandona (9a etapa)